# نطوان علي الأشقر
الداعية الإسلامي انطوان علي الأشقر، ولد في البرازيل في مدينة السانتوس بولاية ساوباولو عام 1971، يعمل حالياً مشرفا على جهاز الذبح الحلال التابع لمركز الدعوة الإسلامية.

## عن حياته
الداعية الإسلامي انطوان علي الأشقر عام 1971 ولد في البرازيل وبالتحديد مدينة السانتوس بولاية ساوباولو، وابن لرجل مؤمن بالمسيحية الكاثوليكية كان يرغب دائماً بأن يصبح ابنه قسيساً، فوضعه كبداية بإحدى المدارس الكاثوليكية، وعند دخوله الجامعة تأثر انطوان علي الأشقر بالماركسية (الشيوعية) التي كانت آنذاك تكتسح الجامعات البرازيلية، وتحول في هذه الفترة إلى ناشط حركي في الحزب الشيوعي البرازيلي مؤمن بحقوق الفقراء ورفض سطوة الرأسمالية، وبدأ بتوزيع منشورات ماركس وأنجلز ولينين واستالين داخل المدارس والثانويات العامة، وبهذه الحركة والنشاط عينت رئيسا للقسم الثقافي والناطق الرسمي للحزب الشيوعي البرازيلي في مدرستين ثانويتين، وكان يردد دائما هذه المقولة : (قلبنا أحمر، بمعني أن الإنسان خلق شيوعيا بالفطرة)، في أواخر الثمانينيات رشح الحزب الشيوعي البرازيلي باولو فريري إلى رئاسة الجمهورية، وكان له الذراع الأيمن في الحملة الانتخابية نظرا لإيمانه المطلق حينها بالتيار الماركسي.

## إسلامه
كانت البداية تحوله إلى الإسلام سماع الأغاني العربية لأم كلثوم وغيرها، وهذا ما دفعه لمحاولة تعلم اللغة العربية، وهو ما قاده للتعرف على الإسلام في نهاية المطاف، طلب من أحد أصدقائه العرب تعليمه العربية ؛حيث يقول «كنت أتسامر أنا وصديق لي في أحد الجلسات الماجنة ونستمع لنغمات عبد الحليم حافظ وسيدة الطرب العربي أم كلثوم، وعبر هذه الأغاني العربية أحببت أن أتعلم هذه اللغة حتى نعي ما بهذه الأشرطة، والذي يطرب لها صديقي» فأخذه إلى مسجد بمدينة تاوبته، وبدأ بتعلم العربية على يدي أحد الشيوخ السوريين هناك، بدأ انطوان علي الأشقر يقارن بين المسيحية والنظرية الماركسية والإسلام وفي الأخير رضي بالإسلام ديناً عن وعي وحب واختيار لأسباب منها سهولة الوصول إلى الرب في الإسلام، بحيث ليس هناك واسطة بين العبد وبينه (حسب قول الأشقر)، وأعلن الأشقر الشهادتين والتزم بفرائض الإسلام أثناء مشاركته في دورة شرعية نظمتها المملكة العربية السعودية في برازيليا، العاصمة السياسية للبرازيل، ثم التحق بالجامعة الإسلامية بالمدينة المنورة ليتعمق أكثر في الإسلام، وبعد العودة من المملكة، التي قضى فيها 8 سنوات عاد إلى البرازيل داعية إلى الله، حيث القي المحاضرات في الجامعات والمساجد والمدارس، حتى في النوادي الماسونية والمعابد اليهودية. نظرا للحرية الدينية المطلقة التي يحميها القانون البرازيلي، لكن الأشقر (كما يقول) يواجه معوقات عديدة خاصة ممن يرفضون قيامه بالدعوة للإسلام لاسيما في ظل اجواء تربط بين العنف والإسلام، كما أن بعض البرازيليين أحيانا ما يعودون إلى دينهم القديم بعد أن كانوا قد دخلوا في الإسلام. غير أن الأشقر لا زال يواصل نشاطه الدعوي في المساجد والمدارس والجامعات، فضلا عن نشاطاته الدعوية المكثفة عبر الشبكة العنكبوتية (الإنترنت).